# Glicerofosfolipide aciltransferasi (CoA-dipendente)
La glicerofosfolipide aciltransferasi (CoA-dipendente) è un enzima appartenente alla classe delle transferasi, che catalizza la seguente reazione:
1-organil-2-acil-sn-glicero-3-fosfocolina + 1-organil-2-liso-sn-glicero-3-fosfoetanolammina ⇄ 1-organil-2-acil-sn-glicero-3-fosfoetanolammina + 1-organil-2-liso-sn-glicero-3-fosfocolina
L'enzima catalizza il trasferimento degli acidi grassi dalla colina intatta o dai glicerofosfolipidi contenenti etanolamminato alla posizione sn-2  di un liso-glicerofosfolipide. 
Il gruppo sul sn-1 della molecola di donatore o di accettore può essere alchile, acile o alch-1-enile. Il termine  radile è stato a volte utilizzato in riferimento a questi gruppi sostituenti. 
L'enzima è differente dalla glicerofosfolipide arachidonoil-transferasi (CoA-indipendente) (numero EC 2.3.1.147) dal momento che non ha bisogno di CoA e poiché il trasferimento di gruppi acili polinsaturi non è favorito.